# ElbaFly
ElbaFly era in realtà un consolidatore che si era fatto carico dei collegamenti con frequenza  semiregolare da e per l'aeroporto di Marina di Campo, nell'Isola d'Elba.
I voli, effettuati nel periodo aprile-settembre, erano diretti verso destinazioni nazionali (Pisa, Firenze, Milano-Malpensa, Bergamo) e per Lugano. Tutte le attività furono svolte con il piccolo biturbina Let L-410 Turbolet della compagnia aerea ceca Silver Air.

## Storia
ElbaFly fu costituita per iniziativa di un gruppo di imprenditori isolani che decisero di avviare un'attività di trasporto aereo per e da alcune destinazioni del territorio nazionale, quelle che avrebbero dovuto raccogliere un traffico di tipo essenzialmente turistico. Il 14 gennaio 2005 fu ufficializzata l'istituzione della ElbaFly Scrl con l'obiettivo di iniziare le operazioni nel periodo estivo dello stesso anno. In realtà i primi voli, stagionali e su base più o meno regolare, iniziarono l'anno successivo.
ElbaFly ha continuato a operare fino al 2009, mentre nel 2010 fu costretta a interrompere le attività a causa della mancanza di velivoli. In seguito i voli per Pisa, Firenze, Milano e Lugano furono rilevati da Silver Air che aveva vinto direttamente il bando per la continuità territoriale ed ha operato nei trienni 2014-2017 e 2020-2023.

## Flotta
- Let L-410 Turbolet